# Carlo Simionato
Carlo Simionato (né le 1er juillet 1961 à Ravenne) est un ancien athlète italien, spécialiste du 200 mètres.

## Performances
Carlo Simionato a réalisé sa meilleure course sur 200 mètres le 13 août 1983 à Helsinki ( Finlande), lors des 1er championnats du monde avec un temps de 20 s 60 (vent : + 1,4).
La même année, il bat le record d'Europe du relais 4 x 200 m à Cagliari en 1 min 21 s 10, Équipe nationale composée également de Stefano Tilli, Carlo Simionato, Giovanni Bongiorni et Pietro Mennea, le 29 septembre 1983.

## Palmarès
- Championnats du monde :
  -  - Médaille d'argent du relais 4 × 100 mètres à Helsinki, en 1983.